# Finestrat
Finestrat é um município da Espanha na província de Alicante, Comunidade Valenciana. Tem 42,25 km² de área e em 2021 tinha 7 402 habitantes (densidade: 175,2 hab./km²).

## Demografia
| Variação demográfica do município entre 1991 e 2004 | Variação demográfica do município entre 1991 e 2004 | Variação demográfica do município entre 1991 e 2004 | Variação demográfica do município entre 1991 e 2004 |
| --------------------------------------------------- | --------------------------------------------------- | --------------------------------------------------- | --------------------------------------------------- |
| 1991                                                | 1996                                                | 2001                                                | 2004                                                |
| 1315                                                | 1504                                                | 2307                                                | 3377                                                |